# Phytopathologia Mediterranea
Phytopathologia Mediterranea is een internationaal, aan collegiale toetsing onderworpen wetenschappelijk tijdschrift op het gebied van de fytopathologie. De naam wordt in literatuurverwijzingen meestal afgekort tot Phytopathol. Mediterr. Het wordt uitgegeven door Edizioni Agricole namens de Mediterranean Phytopathological Union en verschijnt 4 keer per jaar.